# 波希米亚林山
波希米亚林山（德語：Böhmerwald），又依捷克語譯作舒馬瓦山（捷克語：Šumava），是位於中歐的一個淺山地帶。該山區從捷克境內的南波西米亞地區一直延伸至奧地利與德國的巴伐利亞地區。這片山脈形成了捷克與德國、奧地利的天然邊界。

## 外部連結
- National Park administration （页面存档备份，存于）
- Šumava （页面存档备份，存于）
- Info Šumava
- webcam Šumava